# Aislante de Mott

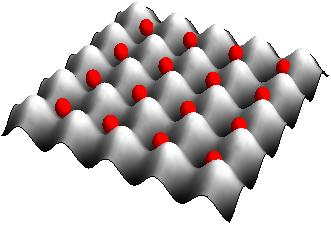
Red óptica con átomos en fase aislante de Mott

Los aislantes de Mott son una clase de materiales que deberían conducir la electricidad según la teoría de bandas convencional, pero al medirlos son aislantes (particularmente a bajas temperaturas). Este efecto es debido a interacciones electrón-electrón, que no se consideran en teoría de bandas convencional.
La banda prohibida en un aislante de Mott está entre bandas del mismo carácter, como carácter 3d, mientras que la banda prohibida en los aislantes de transferencia de carga están entre estados anión y catión, como entre una banda 2p del O y una 3d del Ni en el NiO.

## Historia
Aunque la teoría de bandas en sólidos había tenido mucho éxito describiendo varias propiedades eléctricas de materiales, en 1937 Jan Hendrik de Boer y Evert Johannes Willem Verwey señalaron que una variedad de óxidos de metales de transición predichos como conductores por la teoría de bandas (ya que tienen un número impar de electrones por celda unidad) son en realidad aislantes. Nevill Mott y Rudolf Peierls predijeron más tarde en el mismo año que esta anomalía podía explicarse incluyendo interacciones entre electrones.
En 1949, en particular, Mott propuso un modelo para el NiO como aislante, donde la conducción está basada en la fórmula
(Ni2+O2−)2 → Ni3+O2− + Ni1+O2−.
En esta situación, la formación de una brecha energética que evita la conducción puede entenderse como la competición entre el potencial de Coulomb U entre electrones 3d y la integral de transferencia t de electrones 3d entre átomos vecinos (la integral de transferencia es parte de la aproximación de enlace fuerte). La brecha energética total resultante es
Egap = U − 2zt,
donde z es el número de primeros vecinos.
En general, los aislantes de Mott ocurren cuando el potencial de Coulomb repulsivo U es lo bastante grande para crear una brecha energética. Una de las teorías más sencillas de aislantes de Mott es el modelo de Hubbard de 1963. El paso de metal a islante de Mott según aumenta U se puede predecir con la llamada teoría de campo medio dinámico.

## Mottismo
Mottismo denota la característica adicional, además del orden antiferromagnético, necesaria para describir completamente un aislante de Mott. En otras palabras, se puede decir que
orden antiferromagnético + mottismo = aislante de Mott
Así, el mottismo aglutina todas las propiedades de los aislantes de Mott que no pueden atribuirse simplemente al antiferromagnetismo.
Existen propiedades de Mott, obtenidas por observaciones tanto experimentales como teóricas, que no pueden atribuirse al antiferromagnetismo y por tanto constituyen mottismo. Estas incluyen
- Transferencia espectral en la escala de Mott.[6][7]
- Anulación de la función de Green de una única partícula a lo largo de una superficie conexa del espacio de momentos en la primera zona de Brillouin.
- Dos cambios de signo del coeficiente Hall cuando el dopaje de electrones va de {\displaystyle n=0} {\displaystyle n=2} (los aislantes de banda solo tienen un cambio de signo en {\displaystyle n=1}).[8][9]
- La presencia de un bosón de carga {\displaystyle 2e} (con {\displaystyle e<0} la carga del electrón) a bajas energías.[10]
- Un pseudohueco lejos del medio llenado ({\displaystyle n=1}).[11]

## Aplicaciones
Los aislantes de Mott son de interés creciente en investigación avanzada en física, y aún no se entienden completamente. Tienen aplicaciones en heteroestructuras magnéticas de lámina delgada y en superconductividad de alta temperatura, por ejemplo.
Esta clase de aislantes pueden convertirse en conductores cambiando algunos parámetros como la composición, presión, tensión, voltaje o campo magnético. Este efecto se conoce como transición de Mott y se puede usar para construir transistores de efecto campo, interruptores y dispositivos de almacenamiento más pequeños que con materiales convencionales.